# Alberto Espeche
Alberto Martín Espeche (nacido en la provincia de Tucumán - fallecido en ¿Argentina?) fue un futbolista argentino. Jugaba como mediocampista y se destaca su paso por Rosario Central.

## Carrera

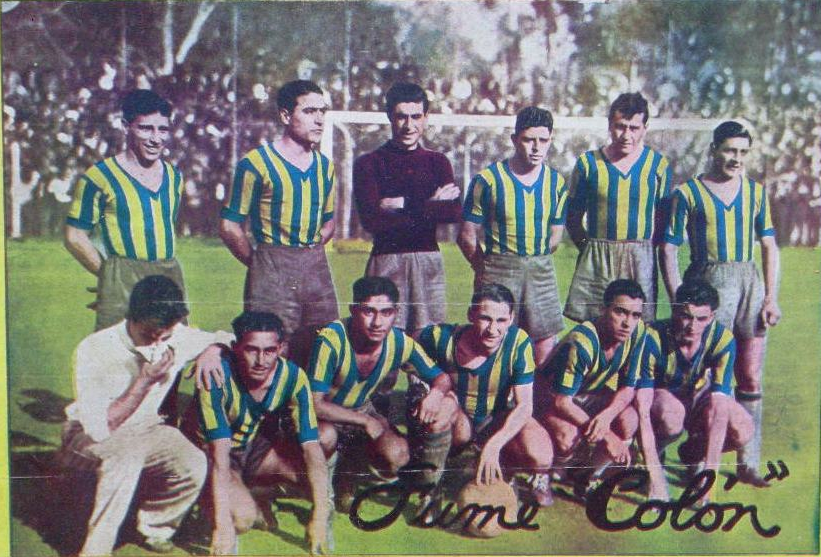
Rosario Central en 1937. Parados: Rafael Luongo, Justo Lescano, Pedro Aráiz, Ignacio Díaz, Germán Gaitán, Alberto Espeche; hincados: Rosario Gómez, Ricardo Cisterna, Benjamín Laterza, Salvador Laporta, Aníbal Maffei.

Proveniente de la Liga Tucumana, Espeche llegó a Rosario para vestir la casaca auriazul en 1935. Su debut se produjo el 7 de abril de dicho año, ante Tiro Federal, con victoria canalla 5-1, cotejo válido por la primera fecha del Torneo Preparación. En su primer año tuvo participación mayormente como alternativa, a lo que se sumaron sus problemas de indisciplina. Dejó Central a fin de año, pero retornó en 1937, donde tuvo protagonismo en el gran equipo centralista de ese año, que se alzó con el Torneo Gobernador Luciano Molinas y la Copa Ivancich. Compartió el mediocampo con Rafael Luongo y Germán Gaitán. En total jugó 30 encuentros para el canalla, marcando un gol.

## Clubes
| Club            | País      | Año       |
| --------------- | --------- | --------- |
| Rosario Central | Argentina | 1935/1937 |

### Estadística en Central
| Año  | Torneo           | PJ | Goles |
| ---- | ---------------- | -- | ----- |
| 1935 | Torneo Molinas   | 4  | 1     |
|      | Copa Preparación | 8  | 0     |
| 1937 | Torneo Molinas   | 13 | 0     |
|      | Copa Ivancich    | 4  | 0     |
|      | Copa Ibarguren   | 1  | 0     |

## Palmarés
| Equipo          | Liga     | País      | Título          | Año  |
| --------------- | -------- | --------- | --------------- | ---- |
| Rosario Central | Rosarina | Argentina | Torneo Molinas  | 1937 |
| Rosario Central | Rosarina | Argentina | Torneo Ivancich | 1937 |